# ليو فرنانديز
ليو فرنانديز (بالإنجليزية: Leo Fernandes)‏ (23 ديسمبر 1991 بساو باولو في البرازيل - ) هو لاعب كرة قدم أمريكي في مركز الوسط. لعب مع فيلادلفيا يونيون وNew York Cosmos (2010) ‏ وبثلهام ستييل وBrooklyn Knights ‏ وريدينغ يونايتد إيسي ونادي بان.

## روابط خارجية
- ليو فرنانديز على موقع الدوري الأمريكي (الإنجليزية)
- ليو فرنانديز على موقع قاعدة بيانات كرة القدم.إي يو (الإنجليزية)
- ليو فرنانديز على موقع Soccerway.com (الإنجليزية)
- ليو فرنانديز على موقع AS.com (الإسبانية)